# Đại học Eötvös Loránd
Đại học Eötvös Loránd (phiên âm: Ết-vêx Lô-ran), thành lập năm 1635, là trường đại học lớn nhất ở Hungary. Trường tọa lạc tại Thủ đô Budapest.

## Lịch sử
Trường được Đức Tổng Giám mục và nhà thần học Péter Pázmány thành lập năm 1635 tại Nagyszombat (Trnava, Slovakia hiện nay). Các tu sĩ Dòng Tên đã nắm quyền lãnh đạo trường. Ban đầu, trường chỉ có hai trường thành viên (Trường Nghệ thuật và Trường Thần học). Đại học Luật đã được bổ sung năm 1667 và Đại học Y khoa đã được bắt đầu năm 1769. Sau đợt giải thể của trật tự dòng Tên, trường đại học đã được chuyển đến Buda (ngày nay là một phần của Budapest) vào năm 1777 phù hợp với ý định của người sáng lập. Trường đã được di chuyển đến vị trí cuối cùng của nó trong Pest (cũng là một phần của Budapest) năm 1784. Ngôn ngữ giáo dục đã là tiếng Latinh cho đến năm 1844, khi tiếng Hungary đã được giới thiệu như là một ngôn ngữ chính thức. Phụ nữ đã được phép ghi danh vào trường kể từ năm 1895.